# Carpinus microphylla
Carpinus microphylla là một loài thực vật có hoa trong họ Betulaceae. Loài này được Z.C.Chen ex Y.S.Wang & J.P.Huang mô tả khoa học đầu tiên năm 1985.